# Christian Schocher
Christian Schocher (* 1946 in Pontresina) ist ein Schweizer Filmemacher und Kinobetreiber, der seine Filme in weitgehender Unabhängigkeit produziert. Sein bekanntester Spielfilm Reisender Krieger (1981) steht bis heute als einmaliges Werk in der Geschichte des Schweizer Films.

## Leben und Werk
Christian Schocher wurde 1946 in Pontresina geboren. Sein Vater ist der Schweizer Fotograf und Dokumentarfilmer Bartholome Schocher. Er besucht die Evangelische Mittelschule in Samedan und absolviert in Chur eine Fotografenlehre, da er das Fotogeschäft seines Vaters übernehmen sollte. Stattdessen übernimmt er als Einundzwanzigjähriger das Cinéma Rex in Pontresina, das seit 1958 seinem Vater gehört.
Die ersten Kinobilder, vom Autodidakten Schocher vereinigt unter dem Titel Corsin Fontana und seine Objekte, machen die Objekte des Künstlers Corsin Fontana zu Protagonisten. Sein erster Langfilm, Die Kinder von Furna (gedreht 1973, fertiggestellt 1975), ist ein ethnographischer Film im Stil von Fredi Murers Bergler-Werk oder Remo Legnazzis Chronik von Prugiasco. 1979 beginnt Schocher mit den Dreharbeiten zu seinem rund dreistündigen Spielfilm Reisender Krieger, für dessen Hauptrolle er einen Nichtschauspieler engagiert. Die Gespräche sind zum grössten Teil improvisiert. Der Film debütiert 1981 am Filmfestival von Locarno. Auch in seiner nächsten Spielfilmproduktion Lüzzas Walkman arbeitet Schocher ohne Drehbuch und geschriebene Dialoge. Die (Laien-)Darsteller spielen weitgehend sich selbst. Zwischen 1998 und 2011 entsteht eine Trilogie mit rätoromanischen Filmen aus der Region Surselva: Paun jester ha siat crustas – Fremdes Brot hat sieben Krusten (1998) schafft einen Raum für die Erinnerungen von Hotelangestellten im Engadin. Giuventetgna dultsch utschi – Jugend süsser Vogel (2002) ist ein Portrait von sechs Jugendlichen aus der Surselva. Egliadas – Augenblicke (2011) schliesslich ist ein Dokumentarfilm über den Schweizer Fotografen Emil Brunner.
Nebst seinem eigenen Schaffen als Filmemacher arbeitet Schocher als Kinobesitzer und Operateur des Cinéma Rex. Neben kommerziellen Filmen zeigt er unter dem Titel Welt Film Festival auch Filme aus der so genannten Dritten Welt und gestaltet ein Spezialprogramm, das sich Autorenfilmen, dem Schweizer Dokumentarfilm oder Schweizer Filmemachern wie Daniel Schmid oder Fredi Murer widmet. 2013 schliesst Schocher sein Lebenswerk, das Cinéma Rex und übergibt es in jüngere Hände.

## Familie
Christian Schocher lebt mit seiner Frau Carina in Pontresina. Das Paar hat vier Kinder, darunter Nathan Schocher, der die Musik zu dreien seiner Filme komponierte.

## Auszeichnungen (Auswahl)
- 1991 Anerkennungspreis des Kantons Graubünden
- 1999 Premi Cristal (Bester rätoromanischer Film)
- 2002 Kulturpreis Pontresina
- 2012 Filmpreis Wasseramt
- 2013 Oberengadiner Kultur- und Anerkennungspreis
- 2015 Bündner Kulturpreis

## Filmografie (Auswahl)

### Filme von Christian Schocher
- 1975 Die Kinder von Furna  (Dokumentarfilm)
- 1978 Das Blut an den Lippen des Liebenden
- 1981 Reisender Krieger
- 1985 Engiadina (Dokumentarfilm)
- 1989 Lüzzas Walkman
- 1997 Jahre später (Dokumentarfilm)
- 1998 Paun jester ha siat crustas (Dokumentarfilm)
- 2002 Giuventetgna, dultsch utschi (Dokumentarfilm)
- 2008 Reisender Krieger – Director’s Cut
- 2011 Egliadas – Augenblicke (Dokumentarfilm)

### Filme über Christian Schocher
- 1986 Schocher Pontresina (Johannes Flütsch)
- 2014 Christian Schocher, Filmemacher (Marcel Bächtiger, Andreas Mueller)